# Fifehead Magdalen
Fifehead Magdalen è un villaggio e parrocchia civile dell'Inghilterra, appartenente alla contea del Dorset.